# 656
El 656 (DCLVI) fou un any de traspàs començat en divendres del calendari julià.

## Esdeveniments
- Se celebra el X Concili de Toledo.[1]
- 4 de desembre - Bàssora: Batalla del Camell